# Auernig
Auernig är ett berg i Österrike.   Det ligger i distriktet Spittal an der Drau och förbundslandet Kärnten, i den centrala delen av landet, 280 kilometer sydväst om huvudstaden Wien. Toppen på Auernig är 1 903 meter över havet.
Terrängen runt Auernig är mycket bergig. Runt Auernig är det ganska glesbefolkat, med 29 invånare per kvadratkilometer.. Närmaste större samhälle är Bad Gastein, 14,6 kilometer norr om Auernig. 
I omgivningarna runt Auernig växer i huvudsak blandskog.